# Relations entre la Guinée et la Sierra Leone
Les relations entre la Guinée et la Sierra Leone sont des relations étrangères entre deux nations voisines d'Afrique de l’Ouest. Après l'accession à l'indépendance de la Guinée en 1958 et celle de la Sierra Leone en 1961, les relations initiales entre les deux pays dans le contexte de la guerre froide sont devenues tendues en raison de la stratégie conservatrice de la Sierra Leone (prônant des liens forts avec l'ancienne métropole) et des tendances beaucoup plus panafricaines et pro- socialistes de la Guinée.
En 1960, la Sierra Leone a invité le président de la Guinée, Ahmed Sékou Touré, à visiter Freetown (sa première visite officielle d'État depuis l'indépendance de 1958), où il a décrit, avec le chef du gouvernement de la Sierra Leone, Milton Margai, leurs pays comme des « États frères » et a exprimé leur engagement à poursuivre la coopération avec Milton Margai qui visitera la Guinée l'année prochaine lors de son voyage de retour. En 1961, la Guinée faisait partie des pays qui ont officiellement parrainé la candidature de la Sierra Leone à l'adhésion aux Nations Unies. Les relations initialement tendues ne se sont néanmoins améliorées de manière significative qu'après l'arrivée au pouvoir d'Albert Margai en Sierra Leone en 1964, ce qui a conduit au pacte de défense mutuelle de 1967. Siaka Stevens a pris le pouvoir en Sierra Leone la même année, grâce à l'intervention des troupes guinéennes à sa demande pour l'aider à rester au pouvoir, ce qui était la première intervention d'un État d'Afrique subsaharienne dans un autre en 1971. Au moment de l'intervention, la Sierra Leone a quitté le Commonwealth et est devenue une république.
En 2001, pendant la guerre civile en Sierra Leone, la République de Guinée a envoyé des troupes dans la ville de Yenga pour aider l'armée de Sierra Leone à réprimer le groupe rebelle du Front révolutionnaire uni. Après l’écrasement des rebelles, les soldats guinéens sont restés à Yenga. Avant la guerre civile, Yenga était administrée par le district de Kailahun (en) en Sierra Leone. En 2002, la Sierra Leone et la Guinée ont signé un accord selon lequel Yenga serait restitué à la Sierra Leone dès que la frontière guinéenne serait sécurisée. Le différend a été officiellement « résolu » en 2019 lorsque le président Ahmad Tejan Kabbah a annoncé que « Conakry a désormais affirmé que Yenga fait partie de la Sierra Leone ». Cependant, début 2021, le président Julius Maada Bio a déclaré au 58e sommet de la CEDEAO que « la question n’est toujours pas résolue et nos homologues guinéens ont continué à empiéter sur les frontières terrestres et maritimes de la Sierra Leone ».